# Villez-sur-le-Neubourg
 Villez-sur-le-Neubourg  là một xã thuộc tỉnh Eure trong vùng Normandie miền bắc nước Pháp.